# 久保田有希
久保田 有希（くぼた ゆうき、1974年8月28日 - ）は、日本の女性総合格闘家、柔道家。静岡県沼津市出身。
日本の女子総合格闘家としては恵まれた170cmの体格で活躍し、端整な容姿と落ち着いた試合運びから「クール・ファイター」のニックネームで人気を得た。

## 来歴

### 柔道時代
1981年、沼津香貫小入学。地元の田代道場で柔道を始めた。
1987年、沼津三中入学。柔道部が無いため陸上部に入り、中体連で東海大会に進出するなど活躍。
1990年、市立沼津高校入学。高校時代は全国高校学校大会女子72kg級個人戦で準優勝など活躍。
1992年、ポーランドジュニア国際大会で準優勝。
1993年、住友海上入社。全日本柔道連名強化Bクラスに参加。
怪我で柔道を引退、会社を退社後、格闘技への夢を諦めきれずプロレスラー・宮沢誠の指導のもと（沼津総合格闘技クラブ）、総合格闘技の修行を開始。

### 総合格闘技時代
2000年11月22日、L-1 2000 THE STRONGEST LADYで総合格闘技デビュー、マルース・クーネンに腕ひしぎ十字固めで一本負け。その後5連勝を飾る。
2001年10月31日、AXの旗揚げ戦で星野育蒔と対戦し、判定負け。
2002年3月2日、ZERO-ONE両国大会で高橋洋子と対戦し、3R時間切れドロー。
2004年、PUREBRED京都代表の近藤哲也と結婚。拠点を京都に移し、PUREBRED京都に移籍。
2004年6月19日、SMACKGIRLで近藤有希として復帰戦を行い、サラ・ボイドにV1アームロックで一本勝ち。
2004年9月11日、引退することを記者会見で発表した。小指を脱臼したことで家事ができない時期があり、格闘技と家庭との両立に悩んだ結果だという。
2004年11月4日、SMACKGIRLで引退前の東京でのラストマッチとしてアマンダ・ブキャナーと対戦し、一本負け。
2004年12月19日、SMACKGIRLのスペシャルエキシビションマッチで青木真也と対戦。
2005年4月30日、故郷・沼津で「SMACKGIRL 2005 〜COOL FIGHTER LAST STAND〜」と銘打った引退興行が開催され、デビュー戦の相手でもあるマルース・クーネンと対戦し、KO負け。
2005年5月28日、アブダビコンバット60kg超級に出場し、1回戦でマルース・クーネンに敗れた。
2005年7月29日、新宿FACEのこけら落とし興行「W-FACE」で藤井惠と5分1Rの柔術スペシャルエキシビションで対戦。
2010年3月28日、自身のブログにて、現役復帰を表明した。

## 戦績

### 総合格闘技
| 総合格闘技 戦績 | 総合格闘技 戦績 | 総合格闘技 戦績 | 総合格闘技 戦績 | 総合格闘技 戦績 | 総合格闘技 戦績 | 総合格闘技 戦績 |
| --------------- | --------------- | --------------- | --------------- | --------------- | --------------- | --------------- |
| 17 試合         | (T)KO           | 一本            | 判定            | その他          | 引き分け        | 無効試合        |
| 11 勝           | 1               | 8               | 2               | 0               | 1               | 0               |
| 5 敗            | 1               | 3               | 1               | 0               | 1               | 0               |

| 勝敗 | 対戦相手               | 試合結果                       | 大会名                                                                  | 開催年月日     |
| ×    | マルース・クーネン     | 2R 0:50 KO（右ストレート）     | SMACKGIRL 2005 〜COOL FIGHTER LAST STAND〜                              | 2005年4月30日  |
| ×    | アマンダ・ブキャナー   | 2R 0:41 膝十字固め             | SMACKGIRL 2004 〜近藤有希引退記念興行〜                                 | 2004年11月4日  |
| ○    | サラ・ボイド           | 3R 3:36 V1アームロック         | SMACKGIRL 2004 〜GO WEST〜                                              | 2004年6月19日  |
| ○    | ファティア・アバハイヤ | 3R 3:28 腕ひしぎ十字固め       | SMACKGIRL Third Season-III                                              | 2003年5月7日   |
| ○    | マイラ・コンディ       | 1R 2:20 腕ひしぎ十字固め       | SMACKGIRL Third Season-I                                                | 2003年3月3日   |
| ○    | たま☆ちゃん            | 5分3R終了 判定3-0              | SMACKGIRL "JAPAN CUP 2002 GRAND FINAL 〜The Last Performance of 2002〜" | 2002年12月29日 |
| ×    | アンジェラ・レスタッド | 1R 2:18 腕ひしぎ十字固め       | AX Vol.4                                                                | 2002年6月26日  |
| ○    | ドレイク森松           | 1R 1:23 腕ひしぎ十字固め       | AX Vol.3                                                                | 2002年5月4日   |
| △    | 高橋洋子               | 3分3R終了 時間切れ             | ZERO-ONE 旗揚げ1周年記念興行                                            | 2002年3月2日   |
| ○    | 金井広美               | 1R 0:34 腕ひしぎ十字固め       | SMACKGIRL 〜Pioneering Spirit〜                                         | 2002年2月3日   |
| ×    | 星野育蒔               | 5分3R終了 判定0-3              | AX "We Do The Justice"                                                  | 2001年10月31日 |
| ○    | 張替美佳               | 1R 1:34 腕ひしぎ十字固め       | SMACKGIRL 〜ALIVE!〜                                                    | 2001年9月27日  |
| ○    | 佐藤めぐみ             | 1R 0:44 腕ひしぎ十字固め       | SMACKGIRL 〜Burning Night〜                                             | 2001年8月23日  |
| ○    | 亜利弥'                | 5分3R終了 判定3-0              | SMACKGIRL 〜Fighting Chance〜                                           | 2001年6月28日  |
| ○    | 張替美佳               | 1R 0:49 腕ひしぎ十字固め       | SMACKGIRL 〜Starting Over〜                                             | 2001年5月24日  |
| ○    | ユタ・ダム             | 1R終了時 TKO（棄権：足首負傷） | ReMix GOLDEN GATE 2001                                                  | 2001年5月3日   |
| ×    | マルース・クーネン     | 1R 2:37 腕ひしぎ十字固め       | LLPW: L-1 2000 THE STRONGEST LADY                                       | 2000年11月22日 |

### グラップリング
| 勝敗 | 対戦相手           | 試合結果 | 大会名                                | 開催年月日    |
| ×    | マルース・クーネン |          | アブダビコンバット 【60kg超級 1回戦】 | 2005年5月28日 |

### エキシビションマッチ
| 勝敗 | 対戦相手 | 試合結果  | 大会名                                                                                          | 開催年月日    |
| －   | 茂木康子 | 5分2R終了 | SMACKGIRL F 〜Next Cinderella Tournament 2nd stage & SG-F7〜 【スペシャルエキシビションマッチ】 | 2004年3月20日 |